# 政治談話録音
政治談話録音（せいじだんわろくおん）は、口述録音録。

## 概要
作家で元参議院議員山本有三の発案によるもので、その目的は、文書にできないような政治史の裏面事情、特に第二次世界大戦の開始・終末の経緯に精通している人々の談話を録音し保存して構成の歴史資料とすることにあった。
国立国会図書館では、軍部・政治の裏面史を知る人物や主要政治家ら計10人の証言を録音したテープを保管している。だが、プライバシー保護の面から、インタビュー後30年間は非公開としてきた。
現在は国立国会図書館の憲政資料室にて速記録を閲覧できる。

## 事例
町野武馬政治談話録音
昭和36年5月14日から15日にかけて国立国会図書館政治資料調査室事務局により、神奈川県湯河原町の町野武馬氏邸において行われた。
- 談話者：町野武馬（張作霖の顧問）
- 質問者：山本有三（作家、元参議院議員）、後藤隆之介（元昭和研究会主宰者）、古田時夫（国立国会図書館）
- 陪席者：江藤豊二（元三井物産社員）、猪熊信行（三重交通取締役）、町野夫人[1]

内容
1. 張作霖の顧問になった経緯
2. 張作霖と日本の外務省との交渉秘話
3. 爆殺事件の真相

プライバシー保護の面から30年間非公開とされてきた録音および速記録が国立国会図書館で一般公開された。これによると張作霖爆殺事件の首謀者については、これまでは爆発事件の首謀者は河本大佐というのが定説。しかし、町野氏は河本大佐について「彼は満州のことを何も知らんから、排日のため国家（日本）のためだというので、あれはやらせたんだ」と定説とは別の見解を示している。事件の首謀者として関東軍の最高幹部の実名をあげた。